# Список памятников Риги
Список памятников Риги — перечень объектов рижской городской монументальной и декоративной скульптуры, мемориальных и архитектурно-художественных сооружений, установленных в память о исторических персонах и значимых событиях. Список не является исчерпывающим и нуждается в пополнении.

## Именные памятники

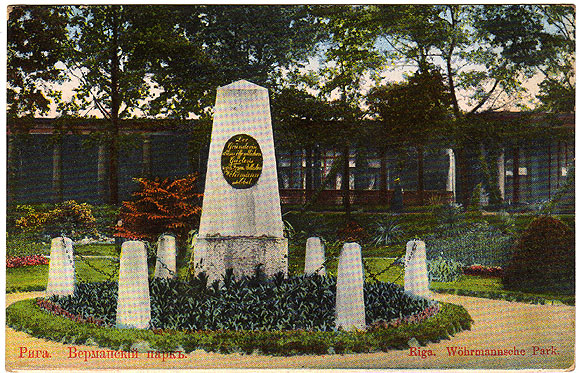
обелиск в честь Анны Гертруды Верман

Памятник Андрею Упиту

Памятник Судрабу Эджусу

Памятник Эрнсту Брастиньшу

Памятник Альфреду Калныньшу

Памятник А. С. Пушкину

- Памятный знак основателю Верманского парка Анне Гертруде Верман (установлен в 1829 году, авторы копии — Сандрис Скрибиновскис и Эдвинс Круминьш, 2000)
- Обелиск маркиза Филиппа Паулуччи в Верманском парке (первоначально установлен в 1851 году, копия 2003 года)
- Памятник Иоганну Готфриду Гердеру на площади за Домским собором (скульптор Людвиг Шаллер, 1864)
- Статуя Роланда на Ратушной площади (скульптор Август Фольц, 1896; автор копии — скульптор Эдвинс Круминьш, 2000)
- Статуя епископа Альберта на вмурованной в стене Домского собора декоративной консоли (скульптор Карл Берневиц, 1897; авторы копии — скульпторы Оскар Миканс и Айгар Земитис, 2001)
- Статуя бургомистра Эдуарда фон Голландера в нише фасада здания Малой гильдии (скульптор Константин Штарк, 1901; автор бетонной копии — скульптор Эдвинс Круминьш, 2000)
- Памятник писателю Рудолфу Блауманису в парке вдоль городского канала (скульптор Теодорc Залькалнс, 1929)
- Памятник меценату Августу Домбровскому в парке общества «Зиемельблазма» (скульптор Густав Шкилтерс, 1934)
- Памятник художнику Янису Розенталсу у здания Национального художественного музея (скульптор Буркард Дзенис, 1936)
- Бюст писателя Судрабу Эджуса в парке Кронвалда (скульптор Оярс Силиньш, 1957)
- Бюст хирурга и историка медицины Паула Страдыньша на территории Республиканской клинической больницы (скульптор Александра Бриеде, 1963)
- Бюст тифлопедагога Луи Брайля на территории Социального центра инвалидов зрения «Югла» (автор не известен, 1960-е годы)
- Памятник писателю Райнису на Эспланаде (скульптор Карлис Земдега, 1965)
- Памятник композитору Эмилю Дарзиню около музыкальной школы его имени на улице Калнциема, 10/12 (скульптор Зезострис Кеде, 1975)
- Памятник актёру и театральному режиссёру Эдуарду Смильгису в саду Театрального музея (скульптор Лигита Францкевича, 1977)
- Бюст Мстислава Келдыша в парке вдоль Городского канала, напротив Латвийского университета (скульптор Лев Буковский, 1978)
- Памятник Альфреду Калныньшу в парке вдоль Городского канала, недалеко от Латвийской музыкальной академии (выполнен по эскизам скульптора Теодора Залькална его учеником Карлисом Бауманисом, 1979)[1]
- Памятник писателю Александру Чаку у входа в парк Зиедоньдарзс (скульптор Луция Жургина, 1981)
- Памятник писателю Андрею Упиту у Дома Конгрессов в парке Кронвалда (скульптор Альберт Терпиловский, 1982)
- Памятник учёному и изобретателю Фридриху Цандеру на территории Рижского завода технологического оборудования по ул. Шампетера, 2 (скульптор Юрис Баярс, 1983)
- Памятник фольклористу Кришьянису Барону в Верманском парке (скульптор Леа Давыдова-Медене, 1985)
- Статуя Гиппократа у административного здания Латвийского центра психиатрии и наркологии (скульптор Игорь Васильев, 1989)
- Памятник поэту Индрику (скульптор Арис Смилдзерс, 1991)
- Памятник писателю Анхелу Ганевету (установлен в 1993 году)
- Памятный камень публицисту Гарлибу Меркелю в Верманском парке (архитектор Янис Крастиньш, 1994)
- Памятник полковнику Йоргису Земитану на центральной площади микрорайона Тейка (скульптор Гунта Земите, 1995)
- Памятный камень просветителю Кришьянису Валдемару в сквере на углу улиц Кр. Валдемара и А. Бриана (скульптор Глеб Пантелеев, 1996)
- Памятник просветителю Фрицису Бривземниексу в Торнякалнсе (скульптор Гиртс Бурвис, 1997)
- Памятник полковнику Фридриху Бриедису напротив 13-й Рижской средней школы (скульптор Олег Скарайнис, 1997)
- Памятник художнику Карлису Падегсу напротив Рижского латышского общества (скульптор Андрис Варпа, 1998)
- Памятный знак историку Улдису Германису[латыш.] (скульптор Гиртс Бурвис, 1998)
- Памятный камень поэту А. С. Пушкину у бывшей церкви Петра и Павла (скульптор Мара Калныня, 1999)
- Памятник художнику Волдемару Ирбе в саду камней на перекрёстке улиц Бривибас и Шарлотес (скульптор Андрис Варпа, 1999)
- Памятник чемпиону мира по шахматам Михаилу Талю в Верманском парке (скульптор Олег Скарайнис, 2001)
- Памятник лауреату Нобелевской премии по химии Вильгельму Оствальду (скульптор Андрис Варпа, 2001)
- Памятник президенту Латвийской Республики Карлису Улманису в парке, напротив здания Министерства иностранных дел (скульптор Улдис Курземниекс, 2003)
- Памятник химику Паулю Вальдену на бульваре Кронвалда, недалеко от здания, где в своё время располагался химический факультет Рижского политехникума (скульптор Андрис Варпа, 2003)
- Памятник правителю державы Тимуридов, выдающемуся астроному Улугбеку в парке Кронвалда, недалеко от Международного торгового центра (скульптор Джалалиддин Миртаджиев, 2004)
- Памятник академику Эдгару Силиньшу в зелёной зоне физико-энергетического института АН Латвии на улице Айзкрауклес, 21 (скульпторы Зигрида и Янис Рапа, 2004)
- Памятник полковнику Оскару Калпаку на Эспланаде (скульптор Глеб Пантелеев, 2006)
- Памятник основателю религиозного движения «Диевтуриба», художнику и фольклористу Эрнесту Брастыньшу[латыш.] в парке Кронвалда, недалеко от Дома конгрессов (скульптор Улдис Стергис, 2006)
- Памятник рижскому градоначальнику начала XX века Джорджу Армитстеду в сквере у Национальной оперы. недалеко от мостика Тимма (скульптор Андрис Варпа, 2006)
- Памятник философу и врачу Авиценне в парке больничного комплекса Гайльэзерс (скульптор Джалалиддин Миртаджиев, 2006)
- Памятник фотографу Филиппу Халсману на улице Скарню, на боковой стене «Музея декоративного искусства и дизайна» (скульптор Григорий Потоцкий, 2006)
- Бюст композитора и хорового дирижёра Леонида Вигнерса в парке у здания Национальной оперы (скульптор Леа Давыдова-Медене, 2007)
- Памятник поэту Тарасу Шевченко в парке Кронвалда (скульптор Игорь Гречаник, 2015)

## Исторические памятники

Памятник Свободы

Памятник Латышским стрелкам

Хачкар

Памятник К. Бауманису со словами Гимна Латвии в саду Виестура

Памятник Бременским музыкантам

- Александровские ворота у входа в сад Виестура (архитектор Иоганн Даниэль Готфрид, 1815—1817).
- Памятный камень на месте посаженного Петром I вяза в саду Виестура (установлен в 1903 году на месте не сохранившегося памятного знака 1840 года).
- Памятник Свободы — скульптор Карлис Зале, архитектор Эрнест Шталберг (1935).
- Памятник борцам революции 1905 года на набережной 11 Ноября у железнодорожного моста (скульптор Альберт Терпиловский, 1960)
- Памятник латышским стрелкам в Старом городе на площади Стрелниеку (скульптор Валдис Албергс[лит.], 1971).
- Мемориальный ансамбль Столетия Праздника песни в саду Виестура (архитектор Георгс Бауманис, скульптор Лев Буковский, 1973).
- Памятник борцам революции 1905 года в Гризинькалнсе (скульптор Валдис Албергс[лит.], 1974).
- Памятный камень сосланным жителям Латвии на железнодорожной станции Шкиротава (скульптор Вилнис Титанс, 1989).
- Мемориал памяти жертв геноцида еврейского народа на месте разрушенной синагоги «Гогол шул» (архитектор Сергей Риж, 1989).
- Памятник Бременским музыкантам на улице Скарню, между церковью Св. Петра и Музеем декоративного искусства. Подарок города-побратима Бремена (скульптор Криста Баумгартель, 1990; по мотивам бременского памятника работы Герхарда Маркса, 1953).
- Хачкар на бульваре Зигфрида Аннас Мейеровица. Подарок Армянского национального общества в благодарность за помощь в устранении последствий разрушительного Спитакского землетрясения (скульптор Самвел Мурадян, 1990).
- Памятная скульптура «У костра», посвящённая защитникам баррикад 1991 года. Находится на острове Закюсала, недалеко от здания Телецентра (скульптор Оярс Фелдбергс, 1991).
- Памятные камни жертвам событий января 1991 года в парке у городского канала (скульптор Арвидс Войтканс, 1991).
- Памятный архитектурно-художественный объект «Глаза», посвящённый защитникам баррикад 1991 года. Находится на острове Закюсала, недалеко от Островного моста (скульптор Оярс Фелдбергс, 1991).
- Памятник разъединяющей и соединяющей стене (фрагмент бетонного блока из Берлинской стены) у здания Бизнес-центра на улице Элизабетес.
- Памятный крест у Милгравского моста на месте гибели одного из участников событий 1991 года. Установлен по инициативе Народного фронта Латвии.
- Мемориал латышам — жертвам террора. Находится в южном крыле церкви Св. Петра (архитектор Эдвинс Вецумниекс, 1992).
- Памятный камень на месте несохранившегося здания Стрелкового общества, где состоялась первая постановка латышского театра (скульптор Олег Скарайнис, 1993).
- Памятный знак «Siege du Diable» посвящённый жертвам СПИДа в сквере на углу улиц Марияс и Сатеклес (автор — немецкий художник Том Фехт[нем.], 1993).
- Памятник депортированным в 1941 году детям. Находится в Межапарке, на проспекте Кокнесес (скульптор Дзинтра Янсоне, 1993).
- Памятный камень репрессированным русским Латвии. Находится на территории Свято-Троицкого женского монастыря (установлен в 1994 году).
- Мемориальный ансамбль в память о депортации 14 июня 1941 года на железнодорожной станции Торнякалнс (скульпторы Паулc Яунземс и Оярс Фелбергс, архитектор Юрис Пога, 2001).
- Памятный знак о включении архитектурных памятников Риги в список мирового культурного наследия ЮНЕСКО (скульптор Карлис Бауманис, 1998).
- Памятный геодезический знак (художники Инта Лининя-Озолиня, Имантс Озолиньш и Арвидс Эндзиньш, 2001)

## Памятники участникам военных действий
- Памятник защитникам острова Луцавсала (автор проекта гражданский инженер Б. М. Эппингер, 1891).
- Памятник воинам 6-го Рижского пехотного полка в рижском микрорайоне Иманта, на холме Судрабкалныньш — скульптор Карлис Зале, архитектор Эрнест Шталберг (1937, реконструирован в 1980).
- Памятник Первому бронедивизиону[2] на территории бывшего гарнизона автотанкового полка по ул. Слокас, 58 (архитектор Вернер Витанд, 1939).
- Пушка XIX века во дворе Крестовых казарм на улице Крустабазницас.
- Памятник английским и французским морякам, участникам боёв 1919 года. Находится на территории Даугавгривской крепости (установлен в 1994 году).
- Памятник юношам, служившим во вспомогательных подразделениях «помощников Люфтваффе» и погибшим в годы Второй мировой войны (архитектор Раймондс Слайдиньш, 1993).
- Памятник победы над войсками Бермондта-Авалова 11 ноября 1919 года (скульптор Индулис Ранка, 2002).

## Мемориальная скульптура городских кладбищ

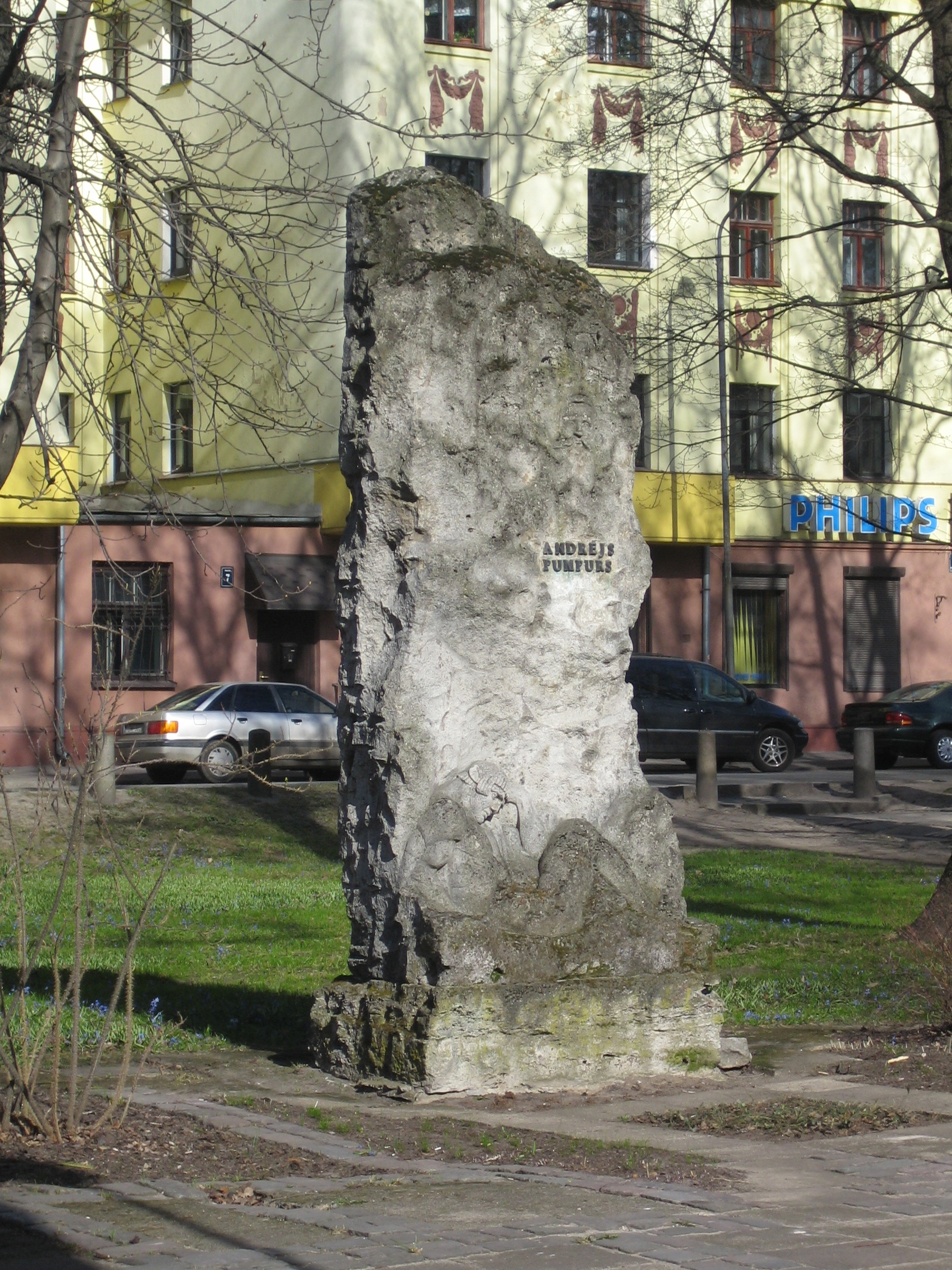
Памятник на могиле Андрея Пумпура

Памятник на могиле Августа Домбровского

- Стена с фрагментами сохранившейся мемориальной скульптуры Большого кладбища
- Надгробный памятник педагогу, краеведу и этнографу Иоганну Кристофу Бротце на Большом кладбище
- Надгробный памятник композитору Эмилю Дарзиньшу на кладбище Мартиня в Агенскалнсе (скульпторы Теодор Залькалнс и Буркард Дзенис, 1913)
- Надгробный памятник латвийскому государственному деятелю Зигфриду Анне Мейеровицу на Лесном кладбище (скульптор Жанис Смилтниекс, 1929)[3]
- Памятник священнослужителям, погибшим в годы Гражданской войны (находится на Большом кладбище)
- Надгробный памятник писателю Андрею Пумпуру на Большом кладбище (скульптор Карлис Зале, 1929)
- Надгробный памятник поэту Янису Поруку на Лесном кладбище (скульптор Теодор Залькалнс , 1930)
- Братское кладбище — мемориальный комплекс, главное воинское захоронение в Латвии (скульптор Карлис Зале, 1936)
- Надгробный памятник народному поэту Латвии Райнису на кладбище, названном его именем (скульптор Карлис Земдега, 1934)
- Надгробный памятник первому президенту Латвийской Республики Янису Чаксте на Лесном кладбище, (скульптор Карлис Янсонс, 1935)
- Мемориал воинам-евреям, погибшим в годы войны за независимость Латвии в 1918—1920 (был открыт на Новом еврейском кладбище в Шмерли в 1935 году, восстановлен в 1992-м)
- Мемориал павшим в годы Второй мировой войны советским военнопленным в Зиепниеккалнсе (скульптор Эва Упиниеце, 1956)
- Памятник участникам революционного движения, так называемая «Стена коммунаров» на кладбище Матиса (скульптор Лев Буковский, 1959)
- Мемориальный ансамбль на месте захоронения видных партийных и советских деятелей в северной части кладбища Райниса (скульпторы Карлис Бауманис и Айварс Гулбис, 1971)
- Надгробный памятник писателю Вилису Лацису на Лесном кладбище (скульптор Айварс Гулбис, 1979)
- Мемориал деятелям Первой Атмоды на Большом кладбище (скульпторы Янис Зариньш и Зезострис Кеде, 1985)
- Мемориал на месте захоронения в районе Большого кладбища немецких военнопленных, умерших после окончания Второй мировой войны (скульптор Наталья Саяпина, 1991)
- Мемориал на Лесном кладбище, посвящённый погибшим во время событий 1991 года (скульптор Арта Думпе, 1992)
- Памятный камень на месте Старого еврейского кладбища (скульптор Улдис Стергис, 1994)
- Памятный камень латвийскому праведнику мира Жанису Липке и его жене Йоханне на Новом еврейском кладбище (установлен в 1990 году, скульптор Лея Новоженец)
- Мемориал евреям, депортированным из Германии в Латвию во время Второй мировой войны (открыт на Новом еврейском кладбище в 1996 году)
- Памятник солдатам Балтийского ландсвера на Лесном кладбище (установлен в 1929 году, обновлён по проекту архитектора Эйжена Упманиса в 2001)
- Мемориал немецким солдатам, погибшим в годы Второй мировой войны (установлен на месте захоронения в районе 2-го Лесного кладбища; скульптор Гиртс Бурвис, 2001)
- Мемориал борцам, погибшим за национальную независимость Латвии (установлен на кладбище Матиса в 2005 году)
- Мемориал жертвам нацизма в Бикерниекском лесу (архитектор Сергей Рыж, 2001)
- Мемориал на месте массового расстрела евреев в ноябре-декабре 1941 года в Румбульском лесу (архитектор Сергей Рыж, 2002)
- Мемориал «Белые кресты» на месте перезахоронения жертв коммунистического террора (Лесное кладбище; авторы реконструкции — архитекторы Марта Даугавиете и Татьяна Котович, скульптор Янис Карловс, 2005—2006).

## Утраченные памятники

Памятник П. Стучке

- Памятник В. И. Ленину (установлен в 1950 году, демонтирован в 1991 году).
- Памятник Петру Ивановичу Стучке, известному латышскому революционеру, председателю правительства Советской Латвии с декабря 1918 по январь 1920 (скульптор Э. Мелдерис, архитектор Г. Мелдерис). Установлен в 1962 году на Замковой площади, демонтирован в начале 1990-х.
- Памятник воинам Советской Армии — освободителям Советской Латвии и Риги от немецко-фашистских захватчиков в парке Победы (художник Александр Бугаев, скульпторы Айварс Гулбис и Лев Буковский, 1985, снесён в 2022).
- Памятник поэту А. С. Пушкину в парке Кронвалда (установлен в 2009 году, демонтирован в 2023 году).
- Памятник музе А. С. Пушкина Анне Керн у церкви Петра и Павла (установлен в 1990 году, демонтирован в 2024 году).
- Памятник фельдмаршалу Барклаю-де-Толли на Эспланаде (скульптор Вильгельм Вандшнейдер, 1913; копия работы скульпторов Алексея Мурзина и Ивана Корнеева, 2002, демонтирован в 2024 году)